# Atletismo nos Jogos Pan-Americanos de 1951 - Revezamento 4x400 m masculino
Os revezamento 4x400 metros foram um dos eventos do atletismo nos Jogos Pan-Americanos de 1951, em Buenos Aires. A prova foi disputada no Estádio Monumental de Núñez entre os dias 27 de fevereiro e 8 de março.

## Medalhistas
|  | USA Estados Unidos                                   |  | CHI Chile                                                |  | ARG Argentina                                                |
|  | Bill Brown Hugo Maiocco John Voight Malvin Whitfield |  | Gustavo Ehlers Jaime Itlmann Jörn Gevert Reinaldo Muller |  | Eduardo Balducci Guido Veronese Julio Ferreyra Máximo Guerra |

### Final
| Pos.              | Nome               | Atletas                                                                             | Tempo  |
| ----------------- | ------------------ | ----------------------------------------------------------------------------------- | ------ |
| Medalha de ouro   | USA Estados Unidos | Bill Brown, Hugo Maiocco, John Voight, Mal Whitfield                                | 3:09.9 |
| Medalha de prata  | CHI Chile          | Gustavo Ehlers, Jaime Itlmann, Jörn Gevert, Reinaldo Muller                         | 3:17.7 |
| Medalha de bronze | ARG Argentina      | Eduardo Balducci, Guido Veronese, Julio Ferreyra Lima, Máximo Guerra                | 3:18.4 |
| 4                 | CUB Cuba           | Ángel García Delgado, Evelio Planas, Raúl Mazorra, Samuel Anderson                  | 3:20.0 |
| 5                 | MEX México         | Carlos Camargo León, Carlos Monges Caldera, Javier Souza Díaz, Sergio Guiot Bouchez | NM     |
| 6                 | PAR Paraguai       | Anastasio Zelaya, F. Vilalba, José Zelaya, R. Figueredo                             | NM     |

Legenda
| Recorde mundial      | Recorde mundial (World record)               |                       | Recorde africano                      | Recorde africano (African) |                                           | Q | Classificado por posição (Qualified) |
| Recorde olímpico     | Recorde olímpico (Olympic record)            | Recorde da América    | Recorde da América (Americas)         | q                          | Classificado por melhor tempo (Qualified) |   |                                      |
| Melhor marca do ano  | Melhor marca do ano (World leading)          | Recorde asiático      | Recorde asiático (Asian)              | DNS                        | Não largou (Did not start)                |   |                                      |
| Recorde nacional     | Recorde nacional (National record)           | Recorde europeu       | Recorde europeu (European)            | DNF                        | Não terminou (Did not finish)             |   |                                      |
| Recorde pessoal      | Recorde pessoal do atleta (Personal best)    | Recorde da Oceania    | Recorde da Oceania (Oceania)          | DSQ / DQ                   | Desclassificado (Disqualified)            |   |                                      |
| Recorde da temporada | Recorde da temporada do atleta (Season best) | Recorde sul-americano | Recorde sul-americano (South America) | NM                         | Sem marca (No mark)                       |   |                                      |